# Dérégouan
Dérégouan est une localité située dans le département de Karangasso-Vigué de la province du Houet de la région des Hauts-Bassins au Burkina Faso.

## Géographie
Dérégouan est traversé par la route nationale 20.

## Éducation et santé
Le centre de soins le plus proche de Dérégouan est le centre de santé et de promotion sociale (CSPS) de Karangasso-Vigué.